# Charles de Schomberg
Charles de Schomberg (Nanteuil-le-Haudouin, 16 de febrer de 1601 - París, 6 de juny de 1656) va ser duc d'Halluin, cap militar francès sota el cardenal Richelieu i el seu successor, el cardenal Mazarino, i virrei de Catalunya breument durant l'any 1648.
Membre de la família Schomberg, branca menor de la saxona Schönberg, entre 1632 i 1642 va ser governador i tinent real general del Llenguadoc. El 1637 va ser nomenat mariscal de França. En plena Guerra dels Segadors, durant uns mesos de 1648 va ser nomenat virrei de Catalunya per Lluís XIV.
En 1620 s'havia casat en el seu primer matrimoni amb l'hereva Anne d'Halluin († novembre de 1641), per la qual cosa va adquirir el títol de duc d'Halluin. El 24 de setembre de 1646 es casà en segon matrimoni amb Maria d'Hautefort (1616- 1691), una dama de companyia de la reina francesa Anna d'Àustria.